# Kohnstein
Der Kohnstein ist ein 334,9 m ü. NHN hoher Berg im Sulfatkarst des südlichen Harzvorlandes nahe Nordhausen im Landkreis Nordhausen in Thüringen.
Im Berg entstand durch den Gesteinsabbau ein umfangreiches Stollensystem, das während des Zweiten Weltkriegs durch Häftlinge des nahen KZ Mittelbau-Dora zur Produktionsstätte Mittelwerk für Rüstungsgüter umgebaut und erheblich erweitert wurde.

## Geographie

### Lage
Der Kohnstein liegt im Südharz im Naturpark Südharz. Sein überwiegender Teil mit dem Berggipfel zählt zum Ortsteil Salza (Stadt Nordhausen), ein kleiner Teil im Nordosten zu Niedersachswerfen, einem nordöstlich des Bergs liegenden Ortsteil der Gemeinde Harztor, und ein Stück im Nordwesten zur Stadt Ellrich mit dem Ortsteil Woffleben nordwestlich des Bergs. Der Kohnstein ist Teil des Geoparks Harz – Braunschweiger Land – Ostfalen. Nordöstlich bis östlich vorbei am Berg fließt die Zorge, die hier die Bere aufnimmt. Am Fuße des Kohnsteinmassivs liegt der Hirschenteich, ein künstlich angestauter Weiher.

### Naturräumliche Zuordnung
Der Kohnstein liegt in der naturräumlichen Haupteinheitengruppe Thüringer Becken (mit Randplatten) (Nr. 48) auf der Grenze der Untereinheiten Liebenroder Hügelland (484.0) im Süden, die zur Haupteinheit Nordthüringer Hügelland (484) gehört, und Walkenrieder Zechsteinhügelland (485.0) im Norden, die zur Haupteinheit Südharzer Zechsteingürtel (485) zählt. Die Landschaft fällt nach Norden in den Westzipfel des zur Untereinheit Talfluren der südlichen Harzflüsse (485.3) gehörenden Naturraums Beretal (485.31) ab.

## Geologie

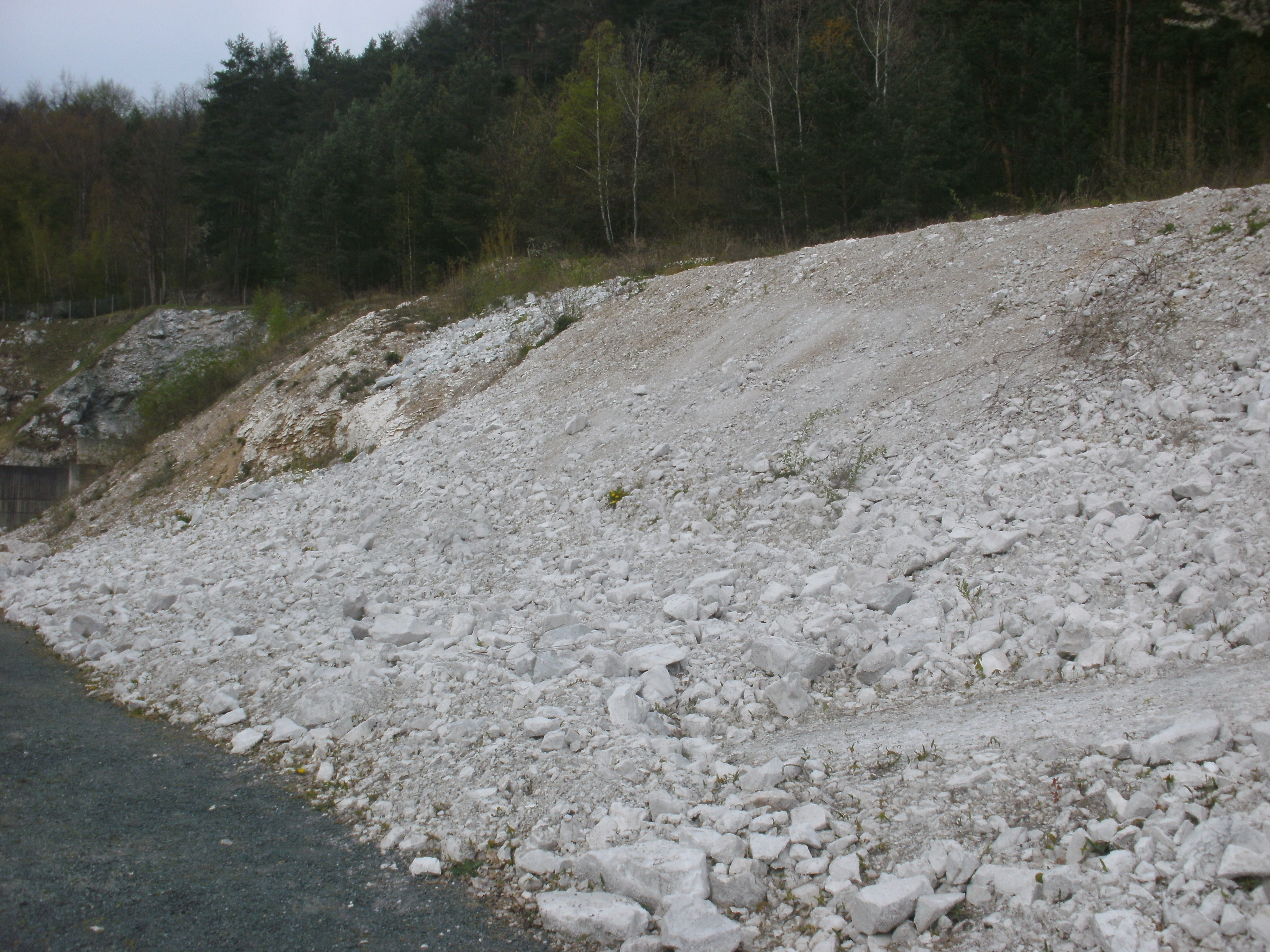
Anhydrit-Geröll am Fuße des Kohnstein

Das aus Gips, Anhydrit, Alabaster und Marienglas bestehende bis zu 200 Meter mächtige Gesteinsvorkommen des Kohnsteins wurde seit dem Mittelalter abgebaut und ab 1860 in Fabriken verarbeitet. Das Gestein entstand im Perm vor 299 bis 251 Mio. Jahren in der von Geologen sogenannten Werra-Folge, die in den Oberen und Unteren Werra-Anhydrit sowie das Werra-Salz unterschieden wird. In diesem Berg wurde dieses Gestein abgebaut und wirtschaftlich vor allem für Mörtel und Bausteine verwendet. Gegenwärtig wird es hauptsächlich für die Estrich- und Gipskartonplatten-Herstellung verwendet.
Es finden sich bekannte und typische Karsterscheinungen wie Dolinen, Höhlen, Ponore, Quellen sowie diverse Felsformationen, die in einem Zuge zu erwandern sind.

## Geschichte
Seit der Jungsteinzeit siedelten Menschen im Tal der Zorge und nutzten den Kohnstein mit seinen steil zum Tal abfallenden Hängen als natürlich geschützten Platz. Auf dem Kohnstein wurden insbesondere auch Wollnashorn- und Mammutknochen gefunden.
In der Hallstattzeit wurde auf der Hochfläche mit dem Bau einer Wallburg begonnen, doch noch vor der Fertigstellung wurde die Anlage durch Feuer zerstört. Inzwischen hat der Tagebaubetrieb die Fläche der einstigen Wallburg restlos abgetragen.
Anfang des 14. Jahrhunderts taucht der Berg als „Kansteyn“ in den Quellen auf. Ab 1366 ließen die Hohnsteiner Grafen am Kohnstein die Schnabelsburg errichten.

## Bergbau

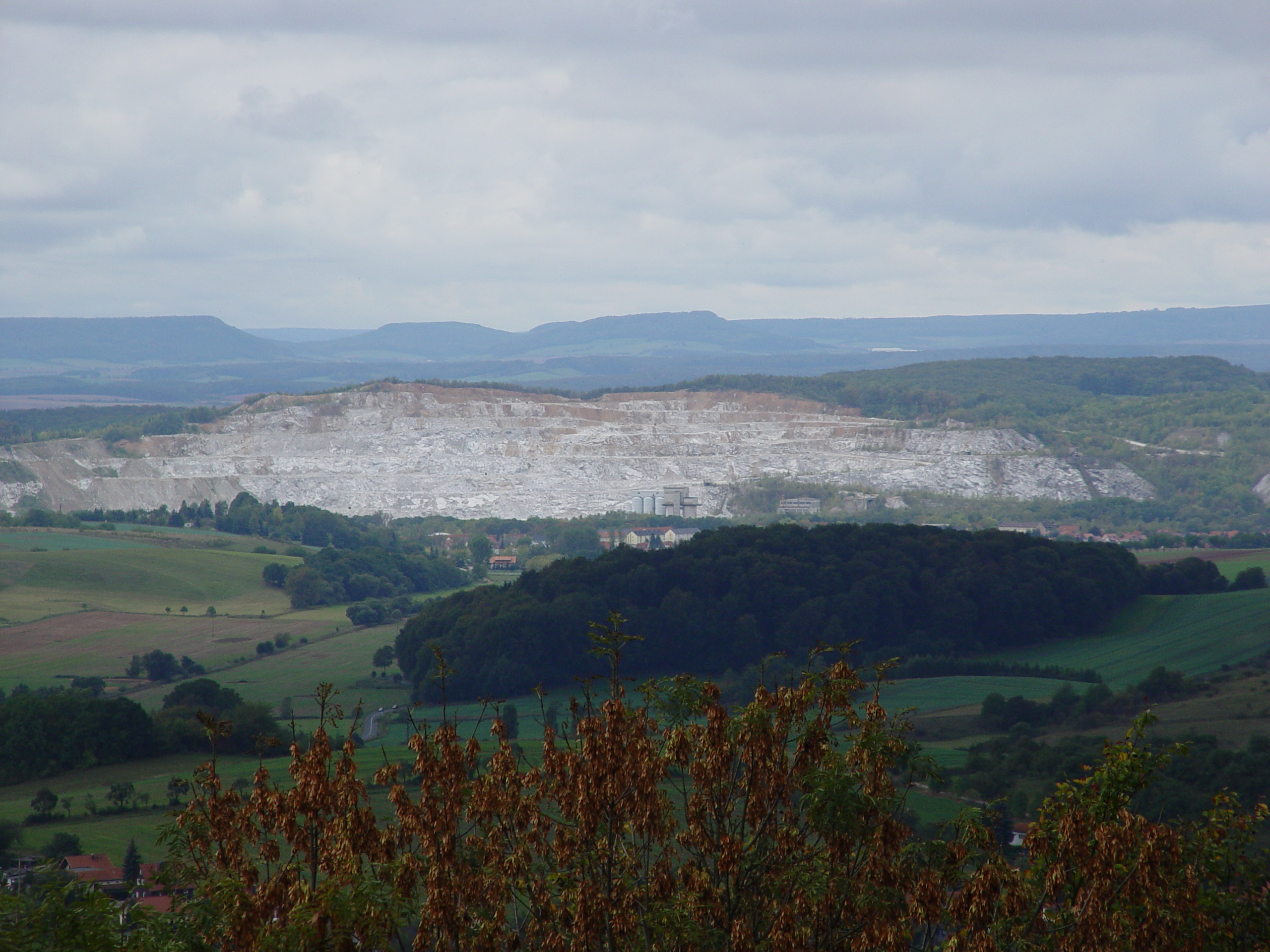
Anhydrit-Abbau am Kohnstein

Offenbar sind auch Material und Gestein in viele frühe, alte Bauwerke bereits eingegangen. Eine Karte des Kurfürstentums Hannover von 1786 führt am Kohnstein mehrere Mühlen auf, den Kupferhammer, Ölmühlen (drei, eine Schnabelsmühle) sowie eine weitere Gipsmühle, die Kohnsteinmühle an. Im 19. Jahrhundert können dann dort drei Gipsmühlen, eine Lenzinmühle, Süßmilch sowie der Kupferhammer verortet werden, wobei ein weiteres „Kleines Gipswerk“ dort bestimmte Produkte (Hederich Pulver, Furnierhilfe) unter Verwendung von Gips hergestellt hat. Der alte Kupferhammer trug eine Wetterfahne mit der Jahreszahl 1664, für 1750 wird Schmied Felber als Eigner benannt. Bis 1917 bestand der ehem. Kupferhammer, der sich über ein Kalk- zum Gipswerk entwickelte, aus fünf Wirtschaftsgebäuden mit Wohnhaus, welches als Gipswerke Niedersachswerfen bzw. Fa. Otte firmierte.
Ab 1917 ließ die Badische Anilin- & Soda-Fabrik (BASF) durch das Ammoniakwerk Merseburg Sulfatgestein im Kohnstein durch das Gipswerk Niedersachswerfen abbauen. Als der hauptsächlich über Tage vorgenommene Abbau dieser Gesteine Mitte der 1930er Jahre nicht mehr wirtschaftlich rentabel war, wurde die Förderung des Gesteins auch unter Tage vorangetrieben. Die daraus entstehende Stollenanlage im Kohnstein sollte dem Deutschen Reich in der Zeit des Nationalsozialismus als unterirdisches Treibstofflager dienen. Die Arbeiten am Treibstofflager begannen im Juli 1936 und wurden bis Sommer 1943 fortgesetzt.
Nach der Bombardierung der Heeresversuchsanstalt Peenemünde im August 1943 fiel die Entscheidung, die Produktion der V2-Rakete sowie der V1-Flugbombe von Peenemünde unter Tage zu verlagern. Als künftiger Standort wurde die bereits existierende Stollenanlage im Kohnstein ausgewählt, die anschließend durch Häftlinge des in der Nähe angelegten KZ Mittelbau-Dora zur Produktionsstätte für Rüstungsgüter umgebaut und erheblich erweitert wurde. In der Zeit von Januar 1944 bis März 1945 wurden im Mittelwerk hauptsächlich Vergeltungswaffen-Flugkörper vom Typ V1 und V2 produziert. Nach dem Ende des Zweiten Weltkrieges und der Befreiung des KZ Mittelbau-Dora wurde das Gebiet des Kohnsteins zunächst von amerikanischen Truppen besetzt und am 1. Juli 1945 der sowjetischen Militärverwaltung übergeben, welche im Sommer 1947 die Stollenzugänge zerstören ließ. Das Stollensystem war bis zur Deutschen Wiedervereinigung für Besucher verschlossen.
Zur Zeit der DDR wurden durch die Leunawerke am Kohnstein etwa 2 Mio. Tonnen Anhydrit jährlich im Tagebau abgebaut, was etwa 45 Prozent der damaligen Weltanhydritförderung entsprach. Die Hauptmenge des geförderten Anhydrits wurde für die chemische Industrie (z. B. Schwefelsäure- und Zement-Produktion) und auch zur Herstellung von Baustoffen (z. B. Anhydritbinder bzw. Fließanhydritestrich) verwendet.
Nach dem Krieg war dann die AG für Mineraldünger bzw. Chemiewerk Leuna in sowjetischer Hand (SAG). Ab 1951 erfolgte die Umbenennung in Leuna-Werke „Walter Ulbricht“, 1954 dann DDR Volkseigener Betrieb (VEB): VEB Leuna-Werke „Walter Ulbricht“, Gipswerk Niedersachswerfen. Das Gipswerk Niedersachswerfen gehörte als exterritorialer Betriebsteil bis zur Umwandlung des VEB in die LEUNA-WERKE AG zum 1. Juli 1990 zur Betriebsdirektion Stickstoffprodukte, danach zum Geschäftsbereich TA (Technische Gase/anorganische Grundstoffe). Es erfolgte eine Umbenennung in Harzer Anhydritwerke.
Bis 1987 sind nach einer Schätzung 79 Mio. t Gips- und Anhydritprodukte geliefert worden. Für das Jahr 1990 kumulierte sich die ca. 60 Jahre laufende Nutzgesteingewinnung Anhydrit/Gips ohne Dolomit auf ca. 84 Mio. t bei ca. 34 Mio. t Abraum, der insbesondere an der nördliche Tagebauflanke deponiert wurde.
Über die Treuhandanstalt kam der Kohnstein am 30. September 1992 in den Besitz des privaten bayerischen Bergwerksunternehmens Wildgruber (WICO), das die Anhydritvorkommen durch die FBM Baustoffwerk Wildgruber GmbH & Co Anhydritwerke KG mit Sitz in Niedersachswerfen ausbeuten ließ. Dabei erwarb Wildgruber nur den Berg, nicht aber das Stollensystem und die darin verbliebenen Überreste des Mittelwerks, was in den folgenden Jahren wiederholt zu Konflikten zwischen Unternehmen und Denkmalschützern führte. Im Dezember 2002 musste Wildgruber das Gipswerk am Kohnstein schließen. Im Februar 2004 übernahm die Firma Knauf Gips die WICO und damit auch 72 % der Anteile am Steinbruch im Kohnstein.

## Tourismus und Wandern

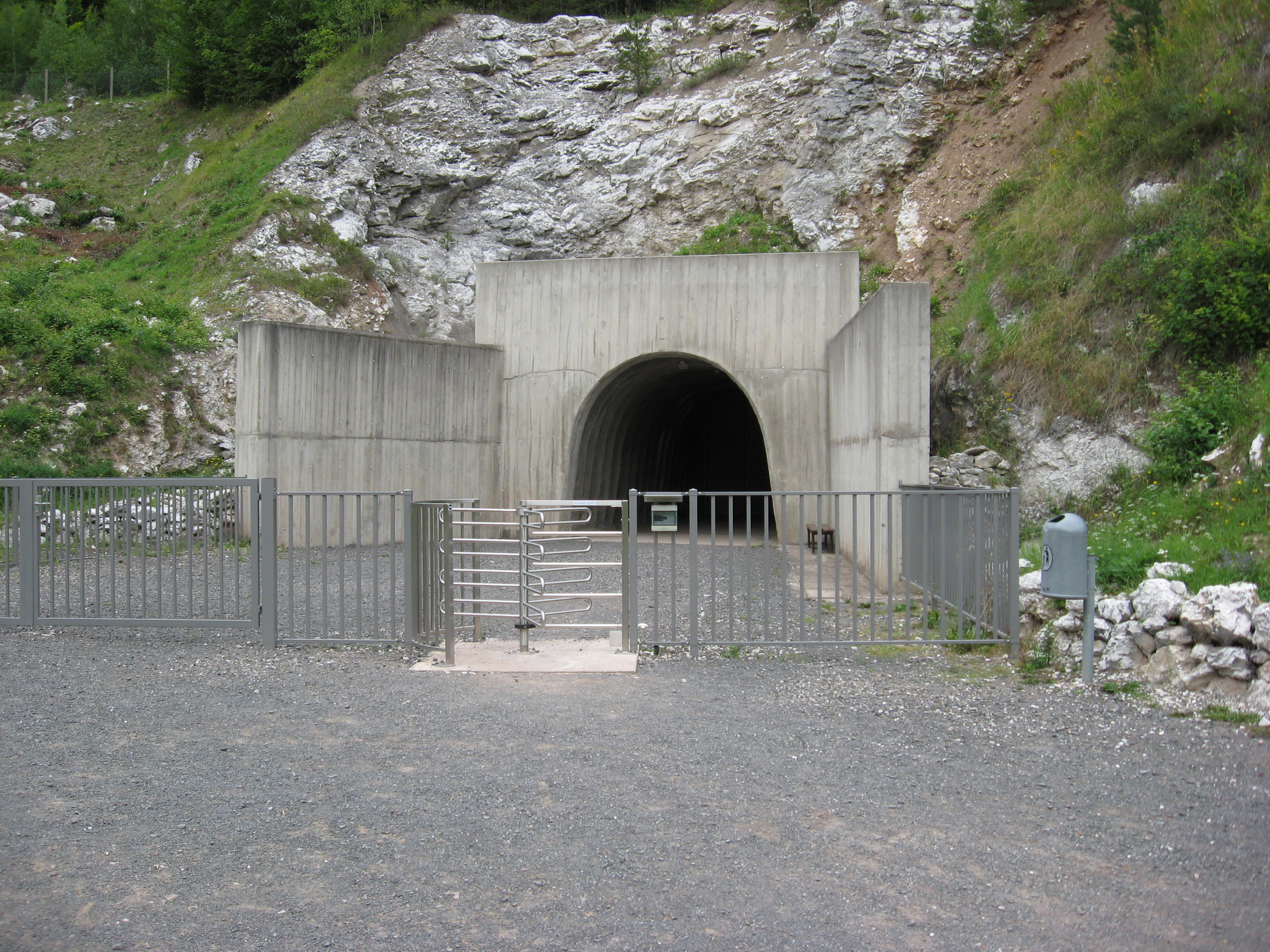
Heutiger Zugang zum Stollensystem im Kohnstein

Am Kohnstein entlang führte der Kaiserweg (alte Heerstraße), auf dem nun wie auch auf dem vorbeiführenden Karstwanderweg gewandert werden kann. Bei der Schnabelsburg existierte lange Zeit eine populäre Ausflugsgaststätte. Am Maienkopf gab es ab 1934 eine Freilichtbühne, die 500 Sitzplätze bot.
Ab Ende 1991 wurde im Zuge der Neugestaltung der KZ-Gedenkstätte Mittelbau-Dora ein neuer Zugangsstollen zur Stollenanlage im Kohnstein angelegt. Durch Mitarbeiter der Gedenkstätte sind seit 1995 Führungen durch einen kleinen Teil des Stollensystems möglich.

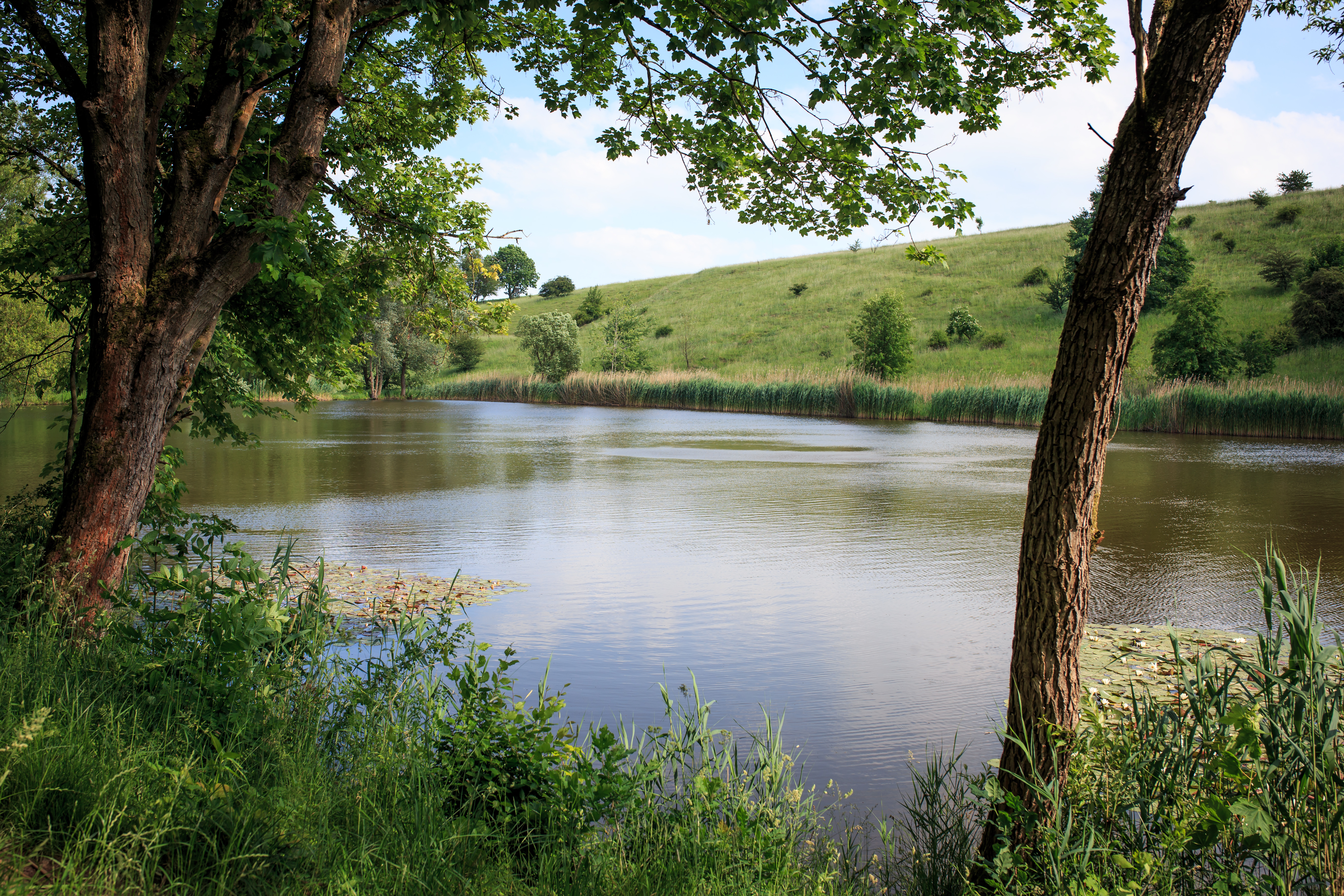
Der Hirschenteich südlich des Kohnsteins

Etwa 600 m nordwestlich der KZ-Gedenkstätte und rund 550 m östlich des Berggipfels treffen mehrere Wald- und Forstwege auf dem Komödienplatz (⊙; ca. 300 m ü. NHN), aufeinander. Hier feierte das 1835 gegründete Realgymnasium des Nordhäuser Wilhelm-von-Humboldt-Gymnasiums Maienfeste und führten Schüler auch lateinische Komödien auf. Der Komödienplatz war bis 2016 als Nr. 99 in das System der Stempelstellen der Harzer Wandernadel einbezogen.
Der massive Abbau im 20. Jahrhundert hat besonders am Kohnstein Wunden hinterlassen. Auch aktuell besteht ein Konflikt zum Gipsabbau in der Region. Einerseits besteht ein Bedarf und ein wirtschaftliches Interesse an der Rohstoffgewinnung. Andererseits wird zweifellos beim Neu-Abbau der Gipsrinde die in Hunderttausenden von Jahren geformte Landschaft stark verändert. Oberflächenformen und Karsterscheinungen gehen für immer verloren.
Unter Schutz steht die Gängertalshöhle. Diese wurde nach ihrer Entdeckung (1921) und Teilnutzung wieder verschlossen. Die Laughöhle hat einige Phänomene aufzuweisen: einen Höhlenteich, einen ca. 170 m² großen Raum sowie abzweigende Gänge, die offenbar nie weiter erforscht worden sind. In ihrem Grundriss ähnelt diese Laughöhle dem Riss Italiens.

## Film
- Der Kohnstein – Ein deutscher Schicksalsberg. MDR-Reportage, 5. März 2024, (45 Min.)[23]